# Вітине (Євпаторійський район)
Ві́тине (до 1948 року — Аїрча́; крим. Ayırça) — село Євпаторійського району Автономної Республіки Крим.
Відстань від райцентру до населеного пункта становить 16 кілометрів по прямій.